# Rudi Rapar
Rudi Rapar es un deportista indonesio que compitió en judo. Ganó una medalla de bronce en el Campeonato Asiático de Judo de 1981, en la categoría de –78 kg.

## Palmarés internacional
| Campeonato Asiático | Campeonato Asiático | Campeonato Asiático | Campeonato Asiático |
| Año                 | Lugar               | Medalla             | Categoría           |
| ------------------- | ------------------- | ------------------- | ------------------- |
| 1981                | Yakarta (Indonesia) | Medalla de bronce   | –78 kg              |